# Teatre sociològic
El teatre sociològic és un tipus de teatre que va néixer a finals del segle xix amb el propòsit d'emancipar la cultura obrera de la cultura catòlica, culturitzar la classe treballadora i sensibilitzar el conjunt de la població enfront dels problemes dels més desvalguts. Als Països Catalans fou un pilar important a la cultura republicana, anarquista i modernista. Una de les companyies de teatre sociològic que destacà fou la Companyia Lliure de Declamació de Felip Cortiella. Alguns títols destacats són Un enemic del poble d'Henrik Ibsen, estrenada el 1893 a Catalunya, i en català Els vells i Les garses d'Ignasi Iglésias. Un autor de referència mundial n'és Eugene O'Neill.
A Europa, durant el canvi de segle xix al XX, el teatre sociològic; així com altres manifestacions culturals, incloent l'escola integral o racionalista, la premsa obrera, el neomalthusianisme de Paul Robin, l'excursionisme científic i l'esperanto com a proposta d'idioma internacional, per exemple; van suposar una innovació cultural profunda que pretenia posar fi al monopoli catòlic sobre el pensament, l'educació i les relacions humanes.
El teatre sociològic també ha tingut un desenvolupament rellevant a alguns països americans, com Argentina i Brasil, i africans. Al segle XXI es parla també de teatre sociològic actual en referència a gèneres que es desmarquen del teatre comercial i institucional, al qual els autors s'acosten a la realitat escènica buscant fer un teatre interessant des del punt de vista social, tractant temes com la família i la violència.